# Samoa op de Olympische Zomerspelen 1984
Samoa nam deel aan de Olympische Zomerspelen 1984 in Los Angeles, Verenigde Staten. Het was de eerste deelname van het land aan de Spelen, echter werden er geen medailles gewonnen.

## Deelnemers en resultaten

### Atletiek
| Olympiër     | Discipline       | Resultaat | Prestatie                             |
| ------------ | ---------------- | --------- | ------------------------------------- |
| William Fong | 110m horden (m)  | DNF       | serie 4: niet gefinisht               |
| Henry Smith  | kogelstoten (m)  | 19e       | kwalificatie groep A: 8ste met 16,09m |
| Henry Smith  | discuswerpen (m) | 17e       | kwalificatie groep A: 9de met 51,90m  |

### Boksen
| Olympiër       | Discipline  | Resultaat | Prestatie                                                                                        |
| -------------- | ----------- | --------- | ------------------------------------------------------------------------------------------------ |
| Apelu Ioane    | -63,5kg (m) | 17e       | 1ste ronde: W van URU Mazzon: 5-0 2de ronde: V van PUR Maysonet: 0-5                             |
| Salulolo Aumua | -71kg (m)   | 17e       | 1ste ronde: vrij 2de ronde: V van CIV Sery: knock-out                                            |
| Paulo Tuvale   | -75kg (m)   | 9e        | 1ste ronde: W van GRN Collins: scheidsrechterlijke beslissing 2de ronde: V van PUR González: 0-5 |
| Loi Faaeteete  | -81kg (m)   | 9e        | 1ste ronde: vrij 2de ronde: V van TGA Taufo'ou: 1-4                                              |

### Gewichtheffen
| Olympiër      | Discipline | Resultaat | Prestatie                                                          |
| ------------- | ---------- | --------- | ------------------------------------------------------------------ |
| Emila Huch    | –90kg (m)  | 22e       | trekken: 25ste met 117,5kg stoten: 21ste met 152,5kg totaal: 270kg |
| Sione Sialaoa | –100kg (m) | 11e       | trekken: 14de met 125kg stoten: 11de met 155kg totaal: 280kg       |

Algerije · Amerikaanse Maagdeneilanden · Andorra · Antigua en Barbuda · Argentinië · Australië · Bahama’s · Bahrein · Bangladesh · Barbados · België · Belize · Benin · Bermuda · Bhutan · Birma · Bolivia · Bondsrepubliek Duitsland · Botswana · Brazilië · Britse Maagdeneilanden · Canada · Centraal-Afrikaanse Republiek · Chili · China · Chinees Taipei · Colombia · Congo-Brazzaville · Costa Rica · Cyprus · Denemarken · Djibouti · Dominicaanse Republiek · Ecuador · Egypte · El Salvador · Equatoriaal-Guinea · Fiji · Filipijnen · Finland · Frankrijk · Gabon · Gambia · Ghana · Grenada · Griekenland · Groot-Brittannië · Guatemala · Guinee · Guyana · Haïti · Honduras · Hongkong · Ierland · IJsland · India · Indonesië · Irak · Israël · Italië · Ivoorkust · Jamaica · Japan · Joegoslavië · Jordanië · Kaaimaneilanden · Kameroen · Kenia · Koeweit · Lesotho · Libanon · Liberia · Liechtenstein · Luxemburg · Madagaskar · Malawi · Maleisië · Mali · Malta · Marokko · Mauritanië · Mauritius · Mexico · Monaco · Mozambique · Nederland · Nederlandse Antillen · Nepal · Nicaragua · Nieuw-Zeeland · Niger · Nigeria · Noord-Jemen · Noorwegen · Oeganda · Oman · Oostenrijk · Pakistan · Panama · Papoea-Nieuw-Guinea · Paraguay · Peru · Portugal · Puerto Rico · Qatar · Roemenië · Rwanda · Salomonseilanden · Samoa · San Marino · Saoedi-Arabië · Senegal · Seychellen · Sierra Leone · Singapore · Soedan · Somalië · Spanje · Sri Lanka · Suriname · Swaziland · Syrië · Tanzania · Thailand · Togo · Tonga · Trinidad en Tobago · Tsjaad · Tunesië · Turkije · Uruguay · Venezuela · Verenigde Arabische Emiraten · Verenigde Staten · Zaïre · Zambia · Zimbabwe · Zuid-Korea · Zweden · Zwitserland